# Chris Kattan
Chris Kattan (* 19. října 1970) je americký herec a komik. Jeho otcem byl herec Kip King. Kattan byl v letech 1996 až 2003 stálým členem pořadu Saturday Night Live, hrál například ve skeči More Cowbell. Svého času byl členem improvizačního divadelního uskupení The Groundlings. V prvních epizodách seriálu Průměrňákovi ztvárnil jednu z hlavních rolí, postavu jménem Bob Weaver. Hrál například ve filmech Noc v Roxbury (1998), Dům na Haunted Hill (1999) a Milionové Vánoce (2007). Roku 2017 vystupoval v pořadu Dancing with the Stars, a to po boku profesionální tanečnice Witney Carson.